# Eric Warren Singer
Eric Warren Singer auch Eric Singer (* 1. August 1968 in Los Angeles, Kalifornien) ist ein US-amerikanischer Drehbuchautor, der durch die Kinofilme The International und American Hustle international bekannt wurde.

## Leben und Karriere
Eric Warren Singer, geboren 1968 in Los Angeles, kehrte nach seinem Studium an der Boston University in seine Heimatstadt zurück, um in Hollywood Karriere zu machen. Seit Mitte der 1990er Jahre ist Singer im Filmgeschäft in verschiedenen Funktionen tätig. Er begann 1995 als Autor für die Zeichentrickserie Æon Flux, wo er für die Episode The Purge das Drehbuch schrieb. 2009 verfasste er für den deutschen Regisseur Tom Tykwer das Drehbuch zum Politthriller und Banken-Krimi The International. In den Hauptrollen spielten Clive Owen, Naomi Watts und Armin Mueller-Stahl. Eric Warren Singer übernahm im Film selbst eine kleine Gastrolle als Kassierer. 2014 wurde er zusammen mit Regisseur David O. Russell in der Kategorie Bestes Originaldrehbuch für das Kriminaldrama American Hustle mit dem AACTA International Award sowie einer Oscar-, einer Golden-Globe- und einer BAFTA-Nominierung geehrt. Darüber hinaus engagierte sich Singer für den Film auch in der Funktion des Executive Producer.

## Filmografie
Als Drehbuchautor
- 1995: Æon Flux (Zeichentrickserie, 1 Episode)
- 2009: The International
- 2013: American Hustle
- 2017: No Way Out – Gegen die Flammen (Only the Brave)
- 2022: Top Gun: Maverick

Als Executive Producer
- 2013: American Hustle

## Auszeichnungen
- 2014: AACTA International Award in der Kategorie Bestes Drehbuch für American Hustle
- 2014: Nominierung für den Oscar in der Kategorie Bestes Originaldrehbuch für American Hustle
- 2014: BAFTA Award in der Kategorie Bestes Originaldrehbuch für American Hustle
- 2014: Nominierung für den Golden Globe Award in der Kategorie Bestes Originaldrehbuch für American Hustle
- 2014: Nominierung für den Critics’ Choice Movie Award in der Kategorie Bestes Originaldrehbuch für American Hustle
- 2023: Nominierung für den Oscar in der Kategorie Bestes adaptiertes Drehbuch für Top Gun: Maverick